# Fetters Hot Springs-Agua Caliente
Fetters Hot Springs-Agua Caliente és una població dels Estats Units a l'estat de Califòrnia. Segons el cens del 2000 tenia 2.505 habitants.

## Demografia
Segons el cens del 2000, Fetters Hot Springs-Agua Caliente tenia 2.505 habitants, 885 habitatges, i 584 famílies. La densitat de població era de 2.545,2 habitants/km².
Dels 885 habitatges en un 36,2% hi vivien nens de menys de 18 anys, en un 45,2% hi vivien parelles casades, en un 14,8% dones solteres, i en un 33,9% no eren unitats familiars. En el 25,5% dels habitatges hi vivien persones soles el 6,6% de les quals corresponia a persones de 65 anys o més que vivien soles. El nombre mitjà de persones vivint en cada habitatge era de 2,78 i el nombre mitjà de persones que vivien en cada família era de 3,32.
Per edats la població es repartia de la següent manera: un 27,3% tenia menys de 18 anys, un 10,5% entre 18 i 24, un 31,7% entre 25 i 44, un 22,8% de 45 a 60 i un 7,7% 65 anys o més.
L'edat mediana era de 34 anys. Per cada 100 dones de 18 o més anys hi havia 93,9 homes.
La renda mediana per habitatge era de 44.097 $ i la renda mediana per família de 48.641 $. Els homes tenien una renda mediana de 37.143 $ mentre que les dones 28.304 $. La renda per capita de la població era de 20.269 $. Entorn del 5,5% de les famílies i el 8,3% de la població estaven per davall del llindar de pobresa.

## Poblacions més properes
El següent diagrama mostra les poblacions més properes.